# Enkelsagsbevægelse
En enkeltsagsbevægelse er organiseret omkring en mere specifik sag inden for et større sagskompleks, f.eks. Kræftens Bekæmpelse, der ikke beskæftiger sig med sundhed eller sundhedspolitik generelt, men kun med sygdommen kræft.
Tilsvarende findes der enkeltsagsbevægelser på mange andre områder (eksempelvis dyrevelfærd), og udtrykket anvendes også negativt, og grænsen mellem enkeltsagsbevægelser og interesseorganisationer er ikke klart defineret.